# 三川镇 (栾川县)
三川镇，是中华人民共和国河南省洛陽市栾川县下辖的一个乡镇级行政单位。

## 行政区划
三川镇下辖以下地区：
三川村、新庄村、三道沟村、柳子村、柳树坑村、祖师庙村、龙脖村、姚湾村、小红村、大红村和火神庙村。